# Зальковский, Эрнст Леопольд
Эрнст Леопольд Зальковский (нем. Salkowski; 11 октября 1844, Кёнигсберг — 8 марта 1923, Берлин) — немецкий физиолог.
Изучал медицину в Кенигсберге и там же получил в 1867 степень доктора медицины, затем работал в Вене и Тюбингене (у Гоппе-Зейлера); в 1869—1872 был ассистентом Медицинской клиники в Кенигсберге, затем ассистентом Физиологического института в Гейдельберге и Патологического института в Берлине.
С 1874 профессор физиологической химии в Берлине. Работы Зальковского посвящены преимущественно физиологической и патологической химии, но затрагивают также и смежные области фармакологии, аналитической химии и гигиены. Открытие Зальковский в 1876 ненормального выделения фенола в организме послужило исходной точкой для целого ряда исследований, касающихся продуктов гниения белков и их отношения к организму.
Зальковскому принадлежат также работы о самопереваривании органов, о количественном распределении окислительного фермента в органах, целый ряд работ по химии мочи — о пептоне в моче, определение щавелевой кислоты в моче и др. В 1892 Зальковский открыл новую аномалию обмена веществ, выражающуюся в появлении в моче пентоз.
Работы Зальковский напечатаны в «Архиве» Вирхова, «Zeitschrift für physiologische Chemie», «Архиве» Пфлюгера, «Zeitschrift für analytische Chemie», «Zeitschrift für klinische Medicin» и других изданиях. В русском переводе два руководства Зальковский: «Учение о моче» и «Практическое руководство к физиолого-патолого-химическому анализу» (1896).